# Elb Adress
Elb Adress este o comună din departamentul Boutilimit, Regiunea Trarza, Mauritania, cu o populație de 3.427 locuitori.